# Non deve accadere
Non deve accadere (Det som aldri skjer) è un romanzo poliziesco di Anne Holt pubblicato nel 2004. La prima edizione in lingua norvegese è stata pubblicata nel 2004. Si tratta del secondo libro della serie con la coppia Johanne Vik e Yngvar Stubø.

## Storia editoriale
Il libro è stato tradotto in svedese, tedesco, inglese, russo, danese, francese, finlandese, polacco, spagnolo e italiano.

## Trama
Johanne Vik è una criminologa in maternità e Yngvar Stubø è il suo secondo marito, investigatore della polizia norvegese, che la coinvolge nelle indagini su un serial killer.

## Edizioni
- Anne Holt, Non deve succedere, traduzione di Giorgio Puleo, collana Stile libero big, Einaudi, 2009,  p. 423, ISBN 978-88-06-19789-6.